# Mercenary (компьютерная игра)
Mercenary или Mercenary: Escape from Targ — первая игра в серии компьютерных игр, вышедших на большом числе 8-битных и 16-битных платформ в период с середины 1980-х до начала 1990-х. Разработчиком была компания Novagen Software. Вторая и третья игра назывались Damocles и Mercenary III: The Dion Crisis соответственно.
Особенностями игр были плавная векторная и полигональная графика, огромные игровые пространства и открытый игровой процесс с несколькими вариантами прохождения. Все три игры получили положительные отзывы критиков после выпуска и считаются классическими в ретрогейминговом сообществе.

## Обзор
Серия Mercenary состоит из трёх главных игр и большого числа дополнений. Хотя каждая игра является самодостаточной, в играх присутствуют отсылки к другим играм серии. Объединяет их также свободный геймплей с открытым финалом, визуальное сходство и общая тематика.
В каждой из игр необходимо исследовать мир, который рисуется в трёхмерном виде в реальном времени. Необходимо выполнить несколько нелинейных заданий, чтобы достичь одной общей цели. Заглавие серии связано с ролью игрока в выполнении заданий как наёмника. В первой игре игрок терпит крушение и попадает в активный конфликт. Играя на противоречиях воюющих, он получает выгоду. В Damocles игрок решает судьбу целого мира за финансовую награду. Но в The Dion Crisis у игрока менее эгоистичная мотивация, и он должен получить поддержку избирателей вопреки проискам злого бизнесмена.
Во всех трёх играх игрока сопровождает Бенсон, «персональный компьютер 9-го поколения». Взаимодействие с ним происходит через бегущую строку внизу экрана. Помимо советов и помощи игроку, Бенсон время от времени делает саркастические ремарки, что вносит в игры элемент юмора

## Порт на PC
В 2000-х все три игры были портированы на PC по соглашению с бывшей командой Novagen. Результатом стала бесплатно распространяемая программа MDDClone (Mercenary, Damocles, Dion crisis Clone), которая включает все три игры (которые можно выбрать из выпадающего списка), и основана на графике и особенностях игрового процесса, соответствующих версии исходных игр для Atari ST, с опционально исправленными ошибками.